# Linn Heed
Linn Zung-E Heed, född 25 oktober 1971 som Kyong-A i Sydkorea, är en svensk sexolog, legitimerad psykolog och legitimerad psykoterapeut. Hon föddes i Sydkorea och var ett hittebarn när hon i juni 1972 adopterades av en svensk familj. Hennes fortsatta uppväxt skedde i en förort till Stockholm.
Heed svarar sedan 2005 på frågor om kärlek och sex i Aftonbladet och medverkar sedan starten 2006 även i samma roll tidningens TV-kanal TV 7. Heed, som tidigare arbetat på bland annat ungdomsmottagningen i Solna, är numera arbetsledare på Viksjö Gård behandlingshem i Järfälla.
2017 publicerades hennes bok Flickan från lotusfälten. Boken, som kom till efter en oplanerad förlagskontakt på 2016 års bokmässa i Göteborg, beskriver Heeds letande efter sitt ursprung. Linn Heeds egen roll som bonusförälder, eftersom hon fått barn tillsammans med tre olika män, och tankarna kring detta, låg också bakom skrivandet. Heed hade åratal tidigare bestämt sig för att försöka hitta sina biologiska föräldrar i Kore, och med hjälp av bland annat sydkoreanska myndigheter och exponering i sydkoreansk TV lyckades hon till slut få kontakt med sin biologiska far.